# Johnny Burnette
John Joseph "Johnny" Burnette (25 de marzo de 1934-14 de agosto de 1964) fue un cantante y compositor de Rock and Roll,
especialmente popular entre 1960 y 1964. Junto con su hermano mayor, Dorsey Burnette y su amigo Paul Burlison, fundaron el grupo The Rock and Roll Trio (1952). Sin embargo, el salto a la fama se dio cuando comenzó su carrera en solitario. Es considerado junto a otros grandes artistas, uno de los últimos "Teenage Idol" de este movimiento. Cultivó sobre todo el subgénero del Rockabilly y la balada melódica de los años sesenta. Es internacionalmente reconocido por canciones como "Dreamin'" (1960) y "You're Sixteen" (1960).

## Biografía
Johnny nació en Memphis, Tennessee, hijo de Willie May y Dorsey Burnett (la e del final la añadiría más tarde). Creció con sus padres en Dorsey en unas viviendas de protección oficial del área de Lauderdale Courts en Memphis entre 1948 y 1954, lugar en el que también vivieron Elvis Presley, y sus padres Vernon y Gladys.

## The Rock and Roll Trio
En 1952, a los 18 años, los hermanos Burnette y Paul Burlinson, formaron el grupo The Rhythm Rangers; Johnny cantaba y tocaba la guitarra acústica, Dorsey tocaba el bajo y Paul Burlinson la guitarra. Por razones económicas, el 1956, los tres se trasladaron a vivir a Nueva York, donde consiguieron una audición con Ted Mack en su programa Original Amateur Hour. Ganaron tres concursos seguidos y en una de las finales consiguieron como premio un contrato de grabación con Coral Records, convirtiéndose oficialmente en The Rock and Roll Trio
Unieron a su experiencia a Henry Jerome como mánager y a Tony Austin (sobrino de Carl Perkins) como batería. Sus grabaciones más conocidas se las grabó la Coral Records con sesiones en las que había músicos del llamado Equipo A de Nashville: Grady Martin en la guitarra, Bob Moore en el bajo y Buddy Harman en la batería.
Hicieron apariciones en los programas de Dick Clark (American Bandstand), Steve Allen (Tonight Show) y Perry Como (Kraft Music Hall), así como giras de verano con Carl Perkins y Gene Vincent.
El 9 de septiembre de 1956 quedan finalistas en el concurso Original Amateur Hour de Ted Mack en el Madison Square Garden, retransmitido por la ABC-TV, coincidiendo en televisión la misma noche en la que Elvis hizo su debut en el programa The Ed Sullivan Show en la CBS.
A partir de ahí, el trío se vio obligado a hacer giras por todo Estados Unidos.

## Muerte
El 14 de agosto de 1964 a los 30 años, mientras Johnny pescaba en su pequeño bote en Clearlake en California, un yate chocó contra él dejándolo inconsciente en el agua, lo que provocó su ahogamiento. Fue enterrado en el Cementerio Parque Memorial Forest Lawn de Glendale, California.